# Straßenbahn Shenzhen
Die Straßenbahn Shenzhen ist ein am 28. Oktober 2017 eröffneter Straßenbahnbetrieb im Bezirk Longhua der chinesischen Stadt (Sonderwirtschaftszone) Shenzhen, der sich seit dem 23. Juni 2017 im öffentlichen Testbetrieb befand.

## Kurzbeschreibung

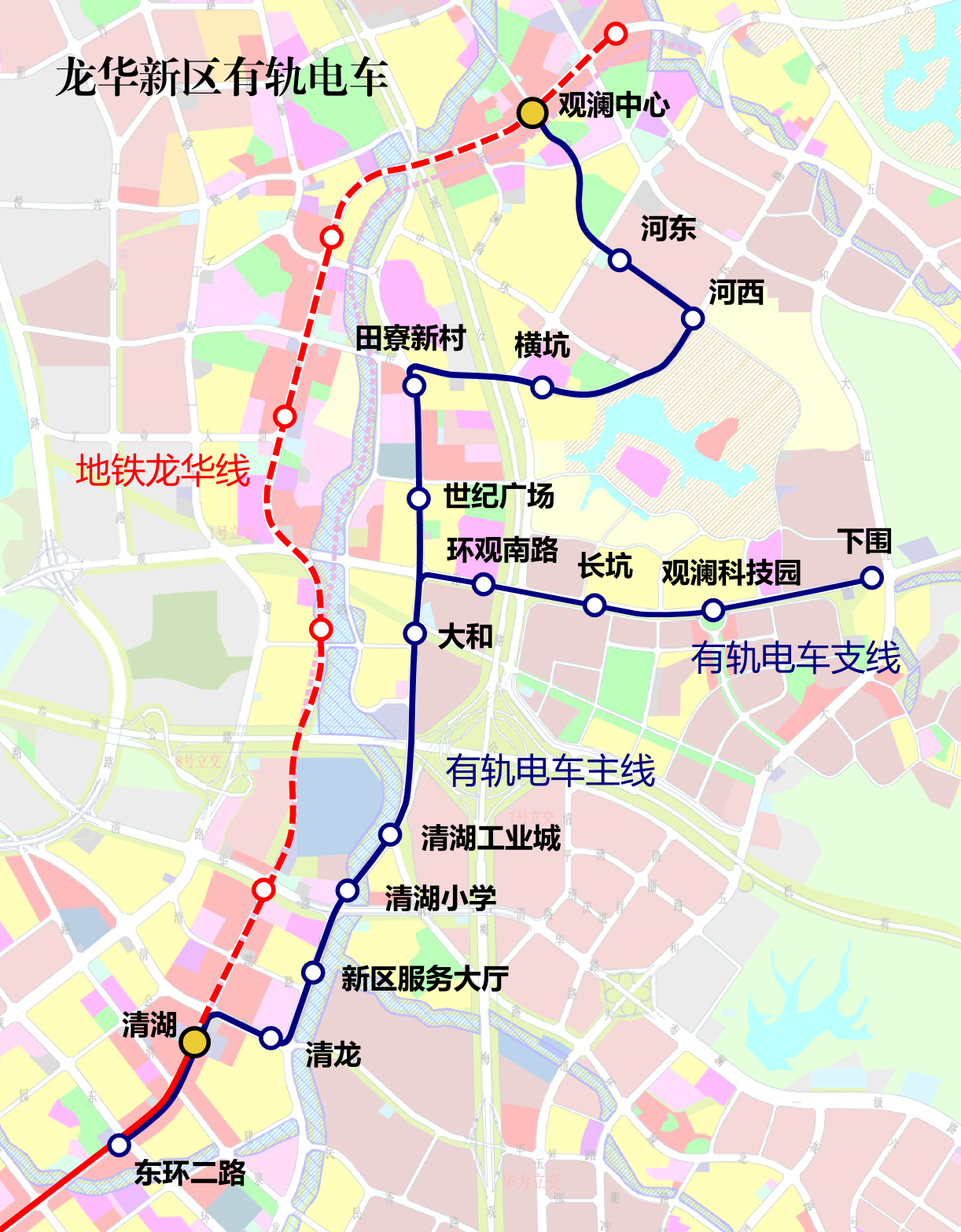
Geographische Lage der Straßenbahn Shenzhen

Der Betrieb besteht aus zwei normalspurigen Straßenbahnlinien (Linie 1 und 2) mit 11,5 km Länge und 21 Haltestellen. Sie bieten am Bahnhof Qinghu Anschluss an die U-Bahn-Linie 4 der Shenzhen Metro. Die Strecken sind überwiegend auf Rasengleisen trassiert. Die Linien verfügen – mit Ausnahme an den Haltestellen – über keine Fahrleitung.
Mehrere weitere fahrleitungslose Linien sind geplant, im Endausbau soll das Netz 51 km Länge haben.

## Fahrzeuge
Zunächst sind 15 vierteilige Niederflurtriebwagen mit Superkapazitoren, 36 Metern Länge und 2,65 Metern Breite im Einsatz. Sie sind für 70 km/h Höchstgeschwindigkeit ausgelegt und können bis zu 300 Fahrgäste aufnehmen. Die Siemens-Superkapazitoren werden an den Haltestellen mittels hängender Stromschiene aufgeladen.